# Shotwell
Shotwell – przeglądarka grafik zaprojektowana do zarządzania plikami graficznymi w środowisku GNOME. W 2010 r. Shotwell zastąpił F-Spot w dystrybucjach Linuksa używających GNOME.

## Funkcje
Shotwell może importować zdjęcia i filmy bezpośrednio z aparatu cyfrowego. Shotwell automatycznie grupuje zdjęcia i filmy według daty, obsługuje także tagowanie. Jego funkcje edycji obrazu pozwalają użytkownikom na obracanie, prostowanie, kadrowanie, wyeliminowanie efektu czerwonych oczu i dostosowanie poziomu i balansu kolorów.

## Informacje techniczne
Shotwell został napisany w języku Vala z użyciem biblioteki libgphoto2.